# Баумбах, Рудольф
Рудо́льф Ба́умбах (нем. Rudolf Baumbach; 28 сентября 1840, Кранихфельд — 21 сентября 1905, Майнинген), псевдоним Пауль Бах) — немецкий поэт.

## Биография
Рудольф Баумбах родился 28 сентября 1840 года в семье врача в Кранихфельде. В двухлетнем возрасте он со своей семьёй перебрался в Майнинген, где жили его бабушка и дедушка. Баумбах был самым старшим из четырёх детей в семье. В 1847 году от тифа умер его отец. Он заразился этой болезнью, когда, будучи единственным врачом, лечил больных пациентов. Рудольфу Баумбаху к тому времени было 7 лет, и с этого момента его воспитывали мать, бабушка и дедушка.
Он посещал гимназию в Майнингене, где обнаружил у себя талант к рисованию и вскоре подумывал стать художником. Но его родственники отговорили его от этого намерения. В 1860 году он окончил учёбу и в том же году начал изучать естественные науки в Лейпциге.
Спустя три года он поменял место учёбы на университет в Вюрцбурге и продолжил свою учёбу там. В студенческие годы Баумбах написал несколько стихотворений и песен. В 1864 году он окончил учёбу и начал работать ассистентом в Ботаническом институте в Фрайбурге. Ещё в юности Баумбах много интересовался природой. Из-за отсутствия денег он не мог продолжать дальше свои исследования во Фрайбурге.
Чтобы заработать денег, он начал преподавать на дому, не имея постоянной работы, в Вене, Брюнне и Граце. С дочерью одного работодателя у Баумбаха возникла первая и единственная любовная связь. Так как оба не располагали достаточными финансовыми средствами, это не могло перейти в постоянные отношения. Разочарование Баумбаха от этого нашло своё отражение во многих произведениях поэта. Он оставил свои отношения, а также свою работу и начал преподавание на дому в Триесте.
В 1873 году он вступил в Германо-австрийский альпийский Союз, который занимался изучением флоры Альп. Наконец-то он смог снова посвятить себя своей самой большой страсти, природе. Союз выпускал газету Enzian, редакцию над которой перенял Баумбах и для которой он написал несколько статей. Таким образом он становился писателем.
Успех в качестве писателя позволил Баумбаху бросить преподавание на дому и жить на средства от гонорара. По причине появившейся финансовой независимости поэт смог в 1885 году вернуться к своей семье в Майнинген, где он снова жил в своём родительском доме со своей матерью и двумя сёстрами.
Баумбах совершал в своей жизни многочисленные поездки, одна из которых привела его в 1893 году в последний раз в его родной город Кранихфельд.
Спустя два года Баумбах перенёс тяжёлый инсульт и не мог больше из-за возникшего вследствие этого паралича сочинять тексты. 21 сентября 1905 года Рудольф Баумбах скончался в Майнингене.

## Произведения
Под лозунгом простоты и естественности жил и творил уроженец Кранихфельда Рудольф Баумбах. Талантливый холостяк, любящий вино, пение и вечеринки, жил в то время, когда любовные отношения определялись финансовыми средствами. Он перерабатывал свои любовные разочарования и жизненный опыт при написании многочисленных чудесных, дерзких и романтичных стихотворений, новелл, рассказов и сказок.
Литературное творчество Баумбаха началось с оформления юмористических газет и сочинения застольных песен. Затем последовали произведения «Samiel hilf!» и «Mein Frühjahr», собрание статей Баумбаха в альпийской газете «Enzian — Ein Gaudeamus für Bergsteiger».
Альпийская легенда «Zlatorog», в которой отчётливо видна его близость к природе и людям Словении, привела Баумбаха в 1876 году к прорыву.
Такими сборниками стихов, как «Lieder eines fahrenden Gesellen», «Neue Lieder eines fahrenden Gesellen», «Spielmannslieder» и «Von der Landstraße», поэт вдохновил в предстоящие годы многочисленных читателей, которые находили в его произведениях примирение жизнерадостности со всё более торопливыми буднями.
Наряду с «Zlatorog» высочайшего тиража достиг тривиальный роман «Truggold» 1878 года.
Тоска по тюрингской родине привела Баумбаха в 1885 году обратно в Майнинген, где он написал «Thüringer Lieder» и «Krug und Tintenfass».
Эти произведения написаны простым языком, в форме мелодичных и ритмичных стихов, отчего их часто воплощали в музыке, среди прочих Франц Абт, Альбан Берг, Ферруччо Бузони, Феликс Дрезеке, Вильгельм Кинцль, Эдуард Кремзер, Макс Регер, Лео Фалль, Александр фон Филиц, Роберт Фишхоф, Франц Шрекер и другие. Многие из них были записаны в сборники студенческих песен либо как народные песни, отделённые от своего создателя, были распространены по миру. Так, песня «Hoch auf dem gelben Wagen» могла быть известна каждому. Сказки Баумбаха также слушали и слушают по сей день дети.

### Эпика
- Zlatorog — 1877, Эпос в стихах
- Horand und Hilde (Лейпциг 1878)
- Sommermärchen (Лейпциг 1881)
- Truggold, Рассказ в прозе (Берлин 1883)
- Abenteuer und Schwanke (Лейпциг 1883)

### Песни
- Der Wagen rollt — 1879, Стихотворение, позднее (1922) под названием Hoch auf dem gelben Wagen музыка Хайнца Хёне
- Schwört bei dieser blanken Wehre — 1879

### Сборники песен и стихов
- Lieder eines fahrenden Gesellen — 1878, Собрание песен
- Spielmannslieder (Лейпциг 1881)
- Mein Frühjahr
- Von der Landstraße (Лейпциг)

### Иное
- Der Pate des Todes, поэтическое произведение (Лейпциг 1884)

## Издания на русском языке
- Песни Баумбаха / Пер. с нем. и предисл. А. А. Коринфского. — 2-е, дополненное изд.. — СПб.: Изд. А. А. Филиппова, 1912. — 218 с.